# Edith Lagos
Gloria Edith Lagos Sáez (Ayacucho, 27 de noviembre de 1962-Ocobamba, Apurímac, 3 de septiembre de 1982) fue una terrorista y estudiante peruana que formó parte de los inicios de la organización terrorista Sendero Luminoso.

## Biografía
Hija de un comerciante ayacuchano, fue la sexta de siete hermanos. Recibió una educación tradicional en un colegio de monjas de su ciudad. Formó parte de las luchas de los escolares contra las reformas en la escala de calificación escolar. Al respecto, en su último año de secundaria, se integró al Comité Coordinador y Unificador del Movimiento Estudiantil Secundario (CCUMES), creado por los escolares huamanguinos. Dichos enfrentamientos tuvieron un fuerte impacto en la región a fines de la década de 1970, pues costaron la muerte de algunos escolares, así como la represión de la zona.

### Sendero Luminoso
En 1979 se mudó a Lima para estudiar Derecho en la Universidad San Martín de Porres, estudios que abandonó. Al año siguiente volvió a Huamanga y se integró a los destacamentos urbanos de Sendero Luminoso (SL), de modo que participó en las acciones iniciales de esta organización terrorista. El 24 de diciembre de 1980, siete meses después de iniciada la lucha senderista, fue capturada y acusada de participar en diferentes atentados dinamiteros en Ayacucho. Un día después de su detención, fue presentada públicamente. Una foto de dicho momento formaría parte posteriormente de Yuyanapaq, la exposición fotográfica de la Comisión de la Verdad y Reconciliación. Tras un breve traslado a Lima, fue recluida en la cárcel de Huamanga. En prisión, junto con la también senderista Carlota Tello, se dedicó a realizar actividades proselitistas. El 25 de julio de 1981, un poema suyo, presentado bajo seudónimo, obtuvo el primer lugar en un concurso de composición y poesía del Instituto Nacional de Cultura de Ayacucho. En el asalto del 3 de marzo de 1982 que SL dirigió contra dicha penitenciaría, estuvo entre los 304 reos que consiguieron fugar, de los cuales aproximadamente 70 eran senderistas. Al poco tiempo, junto con Tello, se trasladó a Andahuaylas, para reforzar el trabajo de SL en dicha zona. Entre otras acciones, el 18 de julio participó en la toma de Ocobamba, en la que murió un guardia civil. 

## Fallecimiento
El 3 de septiembre, Edith Lagos falleció en Ocobamba cuando tenía apenas 19 años de edad, en un confuso tiroteo con la policía peruana, cuando se disponía a tender una emboscada a una patrulla. Según una versión, se encontraba con su novio, quien le daba clases de conducir. Como parte de la lección, ambos quisieron robar una camioneta. Al intentarlo, ella habría sido abatida por la policía, mientras que su pareja consiguió fugar. Otra versión indica que fue asesinada después de ser detenida. Sus restos fueron trasladados a Ayacucho, donde fueron enterrados con una gran asistencia de público. Más tarde, el Comando Rodrigo Franco bombardeó su tumba.